# Mapania baldwinii
Mapania baldwinii är en halvgräsart som beskrevs av Ernest Nelmes. Mapania baldwinii ingår i släktet Mapania och familjen halvgräs. Inga underarter finns listade i Catalogue of Life.